# 393
393 (CCCXCIII) fue un año común comenzado en sábado del calendario juliano, en vigor en aquella fecha.
En el Imperio romano, el año fue nombrado como el del consulado de Augusto y Augusto, o menos comúnmente, como el 1146 Ab urbe condita, adquiriendo su denominación como 393 a principios de la Edad Media, al establecerse el anno Domini.

## Acontecimientos
- Últimos Juegos Olímpicos de la antigüedad.
- Concilio de Hipona.
- Posible destrucción de la Estatua de Zeus en Olimpia.

## Nacimientos
- Teodoreto de Ciro, teólogo y obispo.

## Fallecimientos
- Eunomio, obispo de Cízico.